# إنريكي ريغويراس
إنريكي ريغويراس (15 يوليو 1948 – 20 يونيو 2002) هو ملاكم كوبي راحل، مثّل بلاده في الألعاب الأولمبية الصيفية 1968 وحقق الميدالية الفضية في فئة وزن الوالتر الخفيف.

## روابط خارجية
إنريكي ريغويراس على موقع أوليمبيديا (الإنجليزية)